# Andragogija
Andragogija je znanost koja se bavi proučavanjem učenja odraslih.
Početkom 20-tog stoljeća pedagogija je bila jedini poznati termin koji se vezivao uz poučavanje. 
S pokušajima daljnje sistematizacije znanstvenih područja, teoretičari su počeli koristiti termin učenje odraslih, te obrazovanje odraslih. 
Pedesetih godina prošlog stoljeća, europski znanstvenici su počeli koristiti termin andragogija. Znanstvenici su razvili andragogiju kao znanost koja je paralelna s pedagogijom, a s ciljem raspravljanja i stvaranja sustava znanja o učenju odraslih.
Utemeljiteljem andragogije se smatra američki znanstvenik Malcolm Knowles (1913. – 1997.), a u teorijskoj razradi područja andragogije ključne su Knowles-ove andragoške postavke:
1. Potreba za znanjem – odrasli učenici imaju potrebu za određenim znanjem, prije nego što ga počnu svjesno usvajati.
2. Viđenje samog sebe – odrasli učenici su odgovorni za svoje odluke i treba im se pružiti mogućnost samostalnog usmjeravanja.
3. Uloga prethodnih iskustava – odrasli učenici imaju različita životna iskustva na kojima se treba temeljiti učenje. Ova iskustva nerijetko nose i predrasude.
4. Usmjerenost prema učenju – odrasli učenici su motivirani za učenje u mjeri u kojoj im sadržaji učenja mogu pomoći u svakodnevnom životu.

## Terminologija
Naziv andragogija dolazi od grčke riječi aner koja označava odraslu osobu (to jest muškarca), te od grčke riječi agogos  koja označava umjetnost i znanost pomaganja u učenju.

## Vanjske poveznice
- AOO  Arhivirana inačica izvorne stranice od 31. svibnja 2009. (Wayback Machine) – Agencija za obrazovanje odraslih  ;
- Andragoški centar  Arhivirana inačica izvorne stranice od 8. kolovoza 2009. (Wayback Machine) – Andragoški centar - Hrvatska zajednica pučkih otvorenih učilišta  ;
- Hrvatsko andragoško društvo – Hrvatsko andragoško društvo  ;